# Фридерика Луиза Пруска
Фридерика Луиза Пруска (на немски: Friederike Luise von Ansbach; * 28 септември 1714 в Берлин; † 4 февруари 1784 в дворец Унтершванинген при Ансбах) е принцеса от Кралство Прусия и чрез женитба маркграфиня на франкското Княжество Ансбах (30 май 1729 – 3 август 1757).
Тя е дъщеря на пруския крал Фридрих Вилхелм I (1688 – 1740) и съпругата му София Доротея фон Брауншвайг-Люнебург (1687 – 1757), принцеса от Хановер, дъщеря на херцог Георг Лудвиг фон Брауншвайг-Люнебург, крал Джордж I от Великобритания. Тя е сестра на крал Фридрих II.
Фридерика Луиза Пруска се омъжва на 30 май 1729 г. в Берлин на 15 години за Карл Вилхелм Фридрих (1712 – 1757), маркграф на Бранденбург-Ансбах. Тя е болна и бракът не е щастлив. Той умира на 2 август 1757 г. от мозъчен удар. Тя остава да живее в дворец Унтершванинген при Ансбах. Те имат децата: 
- Карл Фридрих Август (1733 – 1737)
- Карл Александър (1736 – 1806), последният маркграф на Ансбах-Байройт